# The Duck Farm
The Duck Farm è un cortometraggio muto del 1910 prodotto dalla Lubin. Il nome del regista non viene riportato nei credit del film, un breve documentario su un allevamento di anatre.

## Produzione
Il film fu prodotto dalla Lubin Manufacturing Company.

## Distribuzione
Distribuito dalla General Film Company, il film - un breve documentario di 70 metri - venne distribuito nelle sale statunitensi il 15 agosto 1910. Nelle proiezioni, veniva programmato con il sistema dello split reel, accorpato in un'unica bobina con un altro cortometraggio prodotto dalla Lubin, The District Attorney's Triumph.